# رود یاخروما
رود یاخروما (انگلیسی: Yakhroma) یک رودخانه در استان مسکوی کشور روسیه است.